# Yuma Nakamura
 (novembre 2024).
Si vous disposez d'ouvrages ou d'articles de référence ou si vous connaissez des sites web de qualité traitant du thème abordé ici, merci de compléter l'article en donnant les références utiles à sa vérifiabilité et en les liant à la section « Notes et références ».
Yuma Nakamura (中村由真, Nakamura Yuma, née le 16 février 1970 à Tokyo, Japon) est une actrice et chanteuse, idole japonaise dans les années 1980, qui débute en 1986 en jouant notamment l'un des rôles principaux de la série Sukeban Deka III, aux côtés de Yui Asaka et Yuka Onishi. Elle débute dans la foulée une carrière de chanteuse, jusqu'en 1990, puis se consacre à la comédie, jouant dans des drama et quelques films. En 2000, elle devient la chanteuse du groupe GODDESS, qui sort deux albums. 
Elle vit actuellement à Los Angeles, remariée à un avocat américain.

## Discographie

### Singles
- Dilemma (1987.01.01)
- Severe (1987.04.29)
- Panic (1987.07.22)
- Mizu ni Ochita Violet (1987.11.21)
- Kimi no Yume no Tobitai (1988.03.21)
- Sennen no Namida (1988.04.21)
- One Summer Lonely (1988.07.21)
- Sweet Destiny (1988.11.02)
- Dang Dang Ki ni naru (1989.06.07)
- Heaven (1989.11.29)
- Sayonara no Boukenshatachi (1990.09.21)

### Albums
- Emblem (1987.3.21)
- GOLD RUSH (1987.10.21)
- EIGHTEEN (1988.2.16)
- Splash (1988.6.21)
- GIRL&WOMAN (1988.11.21)
- GROWIN' (1989.7.21)
- 10 Carats (1990.2.5)
- Hold Out! (1990.11.5)

Compilations
- TWILIGHT MAGIC (1988.12.14) (Live)
- Graduation (1989.5.21) (Best of)

GODDESS
- GODDESS (2000.12.1) (mini-album)
- Fastable (2003.4.30)

## Filmographie

### Films
- Sukeban Deka (1987) (alias: Sukebandeka the Movie)
- Sukeban Deka, Kazama San Shimai no Gyakushu (1988) (alias: Sukebandeka the Movie 2: Counter-Attack from the Kazama Sisters)
- Chigireta ai no satsujin (1993) (alias: Evil Dead Trap 3)
- Ikisudama (2001) (alias: Shadow of the Wraith)
- Last Call 〜最終回〜 (2006)

### Dramas
- Sukeban Deka III, Shōjo Ninpōcho Denki  (スケバン刑事III) (1986-1987)
- ゴメンドーかけます (1989)
- いつも誰かに恋してるッ (1990)
- さすらい刑事旅情編III 第20話「幻の汽笛! 誘拐された大臣の娘」 (1991)
- めざせ!金メダル 新 山口香物語 (1992)
- STATION (1995)
- 歓迎!ダンジキ御一行様 (2001)
- 幼稚園ゲーム2〜社宅篇〜 (2002)
- 新・天までとどけ3 (2002)
- Onsen maruhi daisakusen 2 (土曜ワイド劇場「温泉(秘)大作戦2」) (2005)

## Liens
- (ja) Site officiel

- Ressources relatives à la musique :   - AllMusic
  - Discogs
  - Last.fm
  - MusicBrainz
  - Rate Your Music
  - VGMDb
- Ressources relatives à l'audiovisuel :   - AllMovie
  - Anime News Network
  - IMDb
- Notices d'autorité :   - VIAF
  - ISNI
  - Japon
  - CiNii